# Centro Nacional de Metrología (México)
El Centro Nacional de Metrología (CENAM) es una institución gubernamental de México que desarrolla y mantiene los patrones nacionales de medida en varios campos de la ciencia. Es depositario de los patrones nacionales de medida —entre ellos el de la unidad de masa (kilogramo) y de la unidad de longitud (metro)—, calibra instrumentos y patrones para la industria y universidades, da asesorías y cursos especializados, certifica y desarrolla materiales de referencia e interactúa con organismos internacionales de metrología. También genera y provee la hora oficial de México mediante un conjunto de relojes atómicos. El CENAM fue creado mediante decreto presidencial en 1992 como un organismo descentralizado de la Secretaría de Economía.
Está dividido en las siguientes áreas:
- Metrología Eléctrica
  - Tiempo y Frecuencia
  - Mediciones Electromagnéticas
  - Termometría.
- Metrología Física
  - Óptica y Radiometría
  - Vibraciones y Acústica
- Metrología de Materiales
  - Materiales Metálicos
  - Materiales Cerámicos
  - Materiales Orgánicos
- Metrología Mecánica 
  - Metrología Dimensional
  - Metrología de Masa y Densidad
  - Metrología de Fuerza y Presión
  - Metrología de Flujo y Volumen
- Servicios Tecnológicos
  - Enlace Industrial
  - Apoyo Tecnológico

El CENAM se localiza a 15 kilómetros al sureste de la Ciudad de Querétaro, cerca del poblado de El Colorado, municipio de El Marqués, en el Estado de Querétaro. En sus 12 edificios se reparten diversos laboratorios que incluyen aparatos como el radiómetro criogénico, microscopio electrónico, reloj atómico y espectrómetro de masas. Su personal tiene doctorado en ciencias, maestría o licenciatura en física e ingenierías, o bien tienen un grado de técnico superior.